# Hemitrichia calyculata
Hemitrichia calyculata (syn. Hemitrichia stipitata), auf Deutsch mitunter als Kelch-Scheinhaarstäubling bezeichnet, ist ein Schleimpilz (Myxomycet) aus der Familie der Trichiidae.

## Merkmale

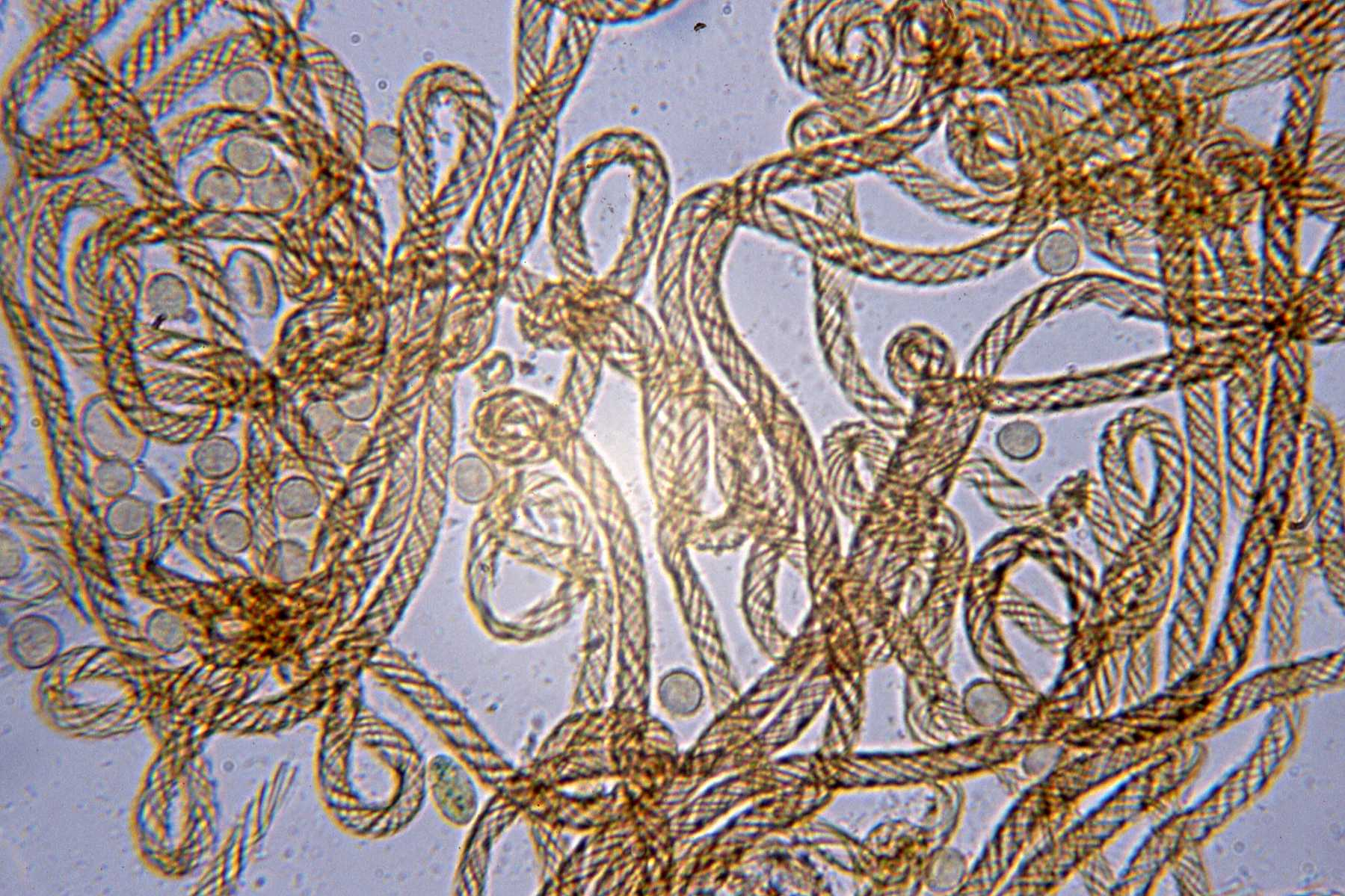
Capillitium und Sporen

Hemitrichia calyculata bildet gestielte Fruchtkörper (Sporokarpe), die in losen Gruppen wachsen, wobei sie einzeln stehen oder im Stielbereich miteinander verwachsen sind. Sie erreichen eine Höhe von einem bis zwei Millimeter. Die Sporenkapseln (Sporokarpien) sind kugelig bis abgeflacht kreiselförmig und gelbbraun bis olivgelb gefärbt. Sie werden etwa 1 mm breit.
Die häutige Unterlage (Hypothallus) ist braun gefärbt und umsäumt die Stielbasis unregelmäßig. Der Stiel ist dunkelbraun und gleichmäßig dick. Er wird 1–2 mm lang und 0,1–0,2 mm dick. In dessen Mitte befinden sich sporenähnliche Zysten, die etwa 10–20 µm groß sind und im durchfallenden Licht undurchsichtig rotbraun erscheinen, nach außen mitunter durchscheinend honigfarben.
Die Hülle (Peridie) erscheint im durchfallenden Licht oliv bis gelblich. Sie ist dicht mit feinen Warzen besetzt, die zum Teil reihig angeordnet sind. Die Peridie öffnet sich unregelmäßig im oberen Teil bis etwa zur Hälfte, wobei der untere Teil als Kelch erhalten bleibt. Das Haargeflecht (Capillitium) ist besonders elastisch und erscheint in Masse hellbraun. Es ist am Bechergrund zur Stielspitze hin angeheftet, sonst aber frei. Es tritt umgekehrt tropfenförmig aus dem Becher heraus und fällt schließlich ab. Die Fasern erscheinen im durchfallenden Licht hell gelblichbraun und besitzen 4 bis 5 mäßig fest gewickelte Spiralleisten, die feine Fransen aufweisen. Sie bilden ein großmaschiges Netz mit wenigen freien Enden, welche abgerundet sind. Die Fasern sind 7–8 µm dick. Die Sporen erscheinen in Masse gelb bis ocker, im durchfallenden Licht hellgelb. Sie weisen feine Warzen und/oder ein feines Netz auf und messen 7–8 µm im Durchmesser.
Das Plasmodium ist gelb.

## Artabgrenzung
Sehr ähnlich ist Hemitrichia clavata, mit der sie oft verwechselt wird. H. clavata unterscheidet sich durch die ungleichmäßig dicken Stiele, die allmählich in den Stiel übergehen und das weniger stark vernetzte Capillitium, das mehr verfilzt und keine Tropfenform besitzt; mikroskopisch ist es stärker fransig. Die Sporen sind etwa größer, deutlicher ornamentiert und von einem breiten Saum umgeben.

## Ökologie und Verbreitung
Vergesellschaftungen wurden mit Hemitrichia clavata, H. serpula, Metatrichia vesparium, Trichia scabra und T. varia beobachtet.
Hemitrichia calyculata ist eine in Mitteleuropa recht häufige Art. Verbreitungslücken sind wahrscheinlich auch auf Verwechslungen mit H. clavata zurückzuführen.